# Syllitus albipennis
Syllitus albipennis är en skalbaggsart som beskrevs av Francis Polkinghorne Pascoe 1869. Syllitus albipennis ingår i släktet Syllitus och familjen långhorningar. Inga underarter finns listade i Catalogue of Life.